# Alexandre Brongniart
Alexandre Brongniart (5 tháng 2 năm 1770 - 7 tháng 10 năm 1847) là một nhà hóa học, nhà khoáng vật học và nhà động vật học người Pháp, người hợp tác với Georges Cuvier về nghiên cứu địa chất vùng Paris.
Bằng cách quan sát hàm lượng hóa thạch cũng như đặc  thạch học theo trình tự, ông đã phân loại các thành hệ địa chất thuộc Kỷ Đệ Tam và có công trong việc định hình hiên cứu địa chất thế kỷ 19  với tư cách là một môn khoa học bằng cách tập hợp các quan sát và phân loại. Ông cũng là người sáng lập Bảo tàng Gốm sứ Quốc gia Sèvres và là giám đốc Nhà máy Gốm sứ Sèvres từ năm 1800 đến năm 1847.

## Tiểu sử
Ông sinh ra ở Paris, con trai của kiến trúc sư Alexandre-Théodore Brongniart và cha của nhà thực vật học Adolphe-Théodore Brongniart.